# Осада Ашкелона
Осада Ашкелона — военный поход Балдуина III против Фатимидского халифата. Происходил с весны 1153 года по 19 августа того же года, в результате был захвачен Аскалон.

## Предыстория
В начале 1150 года был организован военный поход в район Аскалона под командованием Балдуина III, короля Иерусалима. Недалеко от города был построен замок Гадра, который был под охраной тамплиеров. После строительства замка Ашкелон, занятый арабами, оказался в окружении фортификационных сооружений христиан. Это заставило прекратить набеги и запереться в городе.
Балдуин III, воспользовавшись смутой в Египте, начал собирать деньги для похода на Ашкелон. Паломников, прибывающих в Иерусалимское королевство, отправляли на военные галеры князя Сидона Жирара Гренье и зачисляли в королевскую армию.

## Ход осады
Весной 1153 года начался поход на Ашкелон. Во главе армии стал патриарх Иерусалима Фульк, который нес в своих руках древо Животворящего Креста, а с моря Балдуин III имел поддержку флота Жирара, состоявшего из пятнадцати галер.
На второй месяц безрезультатной осады города в лагерь христиан прибыли крестоносцы, которые приплыли из Европы. На пятый месяц осады силы арабов были истощены, но к ним приплыли 17 боевых кораблей, и в разыгравшемся сражении флот крестоносцев был почти уничтожен.
Город пал из-за использования крестоносцами оогромной подвижной осадной башни. Арабы, пытаясь разрушить башню, обложили её дровами, серой, затем облили маслом и подожгли, но ветер, дувший с востока, направил пламя на стены города. Пожар продолжался сутки, за это время он раскалил стену, и на рассвете часть каменного сооружения рухнула, образовав проём.
Увидев это, крестоносцы взяли оружие и побежали к проёму. Первым оказались в городе тамплиеры, возглавляемые своим магистром Бернардом де Трембле. В город проникли всего 40 тамплиеров, остальные остались охранять проём. Численное преимущество было на стороне арабов, поэтому почти все ворвавшиеся тамплиеры были убиты. После этого мусульмане направились на защиту проёма. Тела мертвых тамплиеров были вывешены на стенах на виду у всего христианского войска.
Крестоносцы, увидев убитых собратьев, хотели прекратить осаду Ашкелона, но патриарх Фульк и епископы были против этого, и воины, воодушевлённые ими, решили продолжать сражаться. На следующий день начался штурм города, продолжавшийся до вечера. Потери арабов вынудили их сдать город. Крестоносцы вошли в Аскелон 19 августа 1153 года.